# Captain Video: Master of The Stratosphere
Captain Video: Master of the Stratosphere és una pel·lícula estatunidenca dirigida per Spencer Gordon Bennet i Wallace Grissell, estrenada el 1951. L'argument gira entorn l'heroi espacial Capità Video que lluita amb Vultura al planeta Atoma. El rodatge es desenvolupà a Los Angeles. És un spin-off del fulletó televisat Captain Video and his Video Rangers, difós del 1949 al 1955.

## Repartiment
- Judd Holdren: capità Video
- Larry Stewart: Ranger
- George Eldredge: el doctor Tobor
- Gene Roth: Vultura
- Don C. Harvey: Gallagher
- Skelton Knaggs: Retner
- William Fawcett: Alpha
- Jack Ingram: Henchman Aker
- I. Stanford Jolley: Zarol
- Jimmy Stark: Ranger Rogers
- Rusty Wescoatt: Henchman Beal
- Zon Murray: Henchman Elko